# 矛形掠蛛
矛形掠蛛（学名：Drassodes lancearius）为平腹蛛科掠蛛属的动物。在中国大陆，分布于北部等地。